# 波止浜興産
波止浜興産（はしはまこうさん）は、愛媛県今治市に本社を置く企業。
波止浜塩業組合が製塩業の副産物である肥料ブローム製造を目的に「波止浜化学工業株式会社」として設立。
製塩業の廃止にあたり波止浜興産株式会社に改称。廃止された波止浜塩田を埋め立ててゴルフ練習場や自動車練習場などを開設し、不動産事業などに進出し業態を変化させている。

## 主な事業
- 不動産事業・マンション賃貸
- 自動車教習所（はしはま自動車教習所）の運営
- ゴルフ場（アクティはしはま）の運営
- ガソリンスタンドの運営（出光興産系列のGSを今治市内に2店舗展開）
- 生命保険・損害保険代理店事業

## 沿革
- 1949年3月 - 塩田の副産物である加里肥料ブロームの製造を目的に「波止浜化学工業株式会社」設立。
- 1959年12月 - 塩田廃止に伴い、波止浜興産株式会社に改称し不動産事業を開始。
- 1960年
  - 7月 - ゴルフ練習場を開設。
  - 10月 - 自動車練習場を開場。
- 1962年7月 - 愛媛県公安委員会の指定を受け、自動車教習所として発足。
- 1965年12月 - 自動車教習生宿泊施設「ともえ寮」を新築。
- 1970年 - 損害保険代理店業を開始。
- 1974年3月 - ガソリンスタンド地堀給油所開店。
- 1975年6月 - 本社社屋落成。
- 1977年
  - 3月 - 三番町マンション落成。
  - 6月 - 中堀マンション（鉄筋コンクリート4階建て）落成。
- 1979年10月 - 旭町マンション（鉄筋コンクリート7階建て）落成。
- 1980年10月 - 株式会社ニューコーサン設立。
- 1981年4月 - 株式会社ニューコーサンにおいて損害保険代理店業及び管理部門の業務開始。ハッピープラザはしはま落成。
- 1983年6月 - 金子マンション（鉄筋コンクリート4階建て）落成。
- 1986年11月 - 第2ハッピープラザ落成。
- 1990年6月 - ゴルフ練習場を「アクティはしはま」と改名しリニューアルオープン。
- 1994年4月　- ガソリンスタンド今治北インターSS開店。
- 1996年10月 - 松山市鷹の子町に鷹子マンション落成。
- 2005年
  - 1月 - ソレイユ波止浜（鉄筋コンクリート2階建て）落成。
  - 12月 - 地堀給油所リニューアルオープン。
- 2017年10月 - ゴルフ練習場「アクティはしはま」リニューアルオープン。
- 2018年
  - 4月 - 波止浜興産自動車教習所を「はしはま自動車教習所」に改名。
  - 5月 - 福岡県福岡市のマンションリージェント白金を購入。
- 2020年9月 - 地堀マンション解体撤去。

## グループ会社
- （株）ニューコーサン（損害保険・生命保険代理店業、不動産管理業）